# Comuna Grums
Grums (Grums kommun) este o comună din comitatul Värmlands län, Suedia, cu o populație de 8.925 locuitori (2013).

## Geografie

### Zone urbane
Lista celor mai mari zone urbane din comună (anul 2015) conform Biroului Central de Statistică al Suediei:
| Nr | Zona urbană | Pop.  |
| -- | ----------- | ----- |
| 1  | Grums       | 5.040 |
| 2  | Slottsbron  | 1.010 |
| 3  | Segmon      | 416   |

## Demografie
| \| Evoluția demografică în comuna Grums, 1970–2015 \| Evoluția demografică în comuna Grums, 1970–2015 \| Evoluția demografică în comuna Grums, 1970–2015 \| Evoluția demografică în comuna Grums, 1970–2015 \| Evoluția demografică în comuna Grums, 1970–2015 \| \| ----------------------------------------------------------------------------------------------------- \| ----------------------------------------------- \| ----------------------------------------------- \| ----------------------------------------------- \| ----------------------------------------------- \| \| An \| \| \| Locuitori \| \| \| 1970 \| 1970 \| \| 10355 \| 10355 \| \| 1975 \| 1975 \| \| 10872 \| 10872 \| \| 1980 \| 1980 \| \| 10805 \| 10805 \| \| 1985 \| 1985 \| \| 10224 \| 10224 \| \| 1990 \| 1990 \| \| 10274 \| 10274 \| \| 1995 \| 1995 \| \| 10304 \| 10304 \| \| 2000 \| 2000 \| \| 9551 \| 9551 \| \| 2005 \| 2005 \| \| 9408 \| 9408 \| \| 2010 \| 2010 \| \| 9091 \| 9091 \| \| 2015 \| 2015 \| \| 8945 \| 8945 \| \| Sursa: SCB - Statistika Centralbyrån, Folkmängd efter region, civilstånd, ålder och kön. År 1968–2016 \| \| \| \| \| |      |  |           |       |
| Evoluția demografică în comuna Grums, 1970–2015 |      |  |           |       |
| An |      |  | Locuitori |       |
| 1970 | 1970 |  | 10355     | 10355 |
| 1975 | 1975 |  | 10872     | 10872 |
| 1980 | 1980 |  | 10805     | 10805 |
| 1985 | 1985 |  | 10224     | 10224 |
| 1990 | 1990 |  | 10274     | 10274 |
| 1995 | 1995 |  | 10304     | 10304 |
| 2000 | 2000 |  | 9551      | 9551  |
| 2005 | 2005 |  | 9408      | 9408  |
| 2010 | 2010 |  | 9091      | 9091  |
| 2015 | 2015 |  | 8945      | 8945  |
| Sursa: SCB - Statistika Centralbyrån, Folkmängd efter region, civilstånd, ålder och kön. År 1968–2016 |      |  |           |       |